# Tramwaje w Locarno

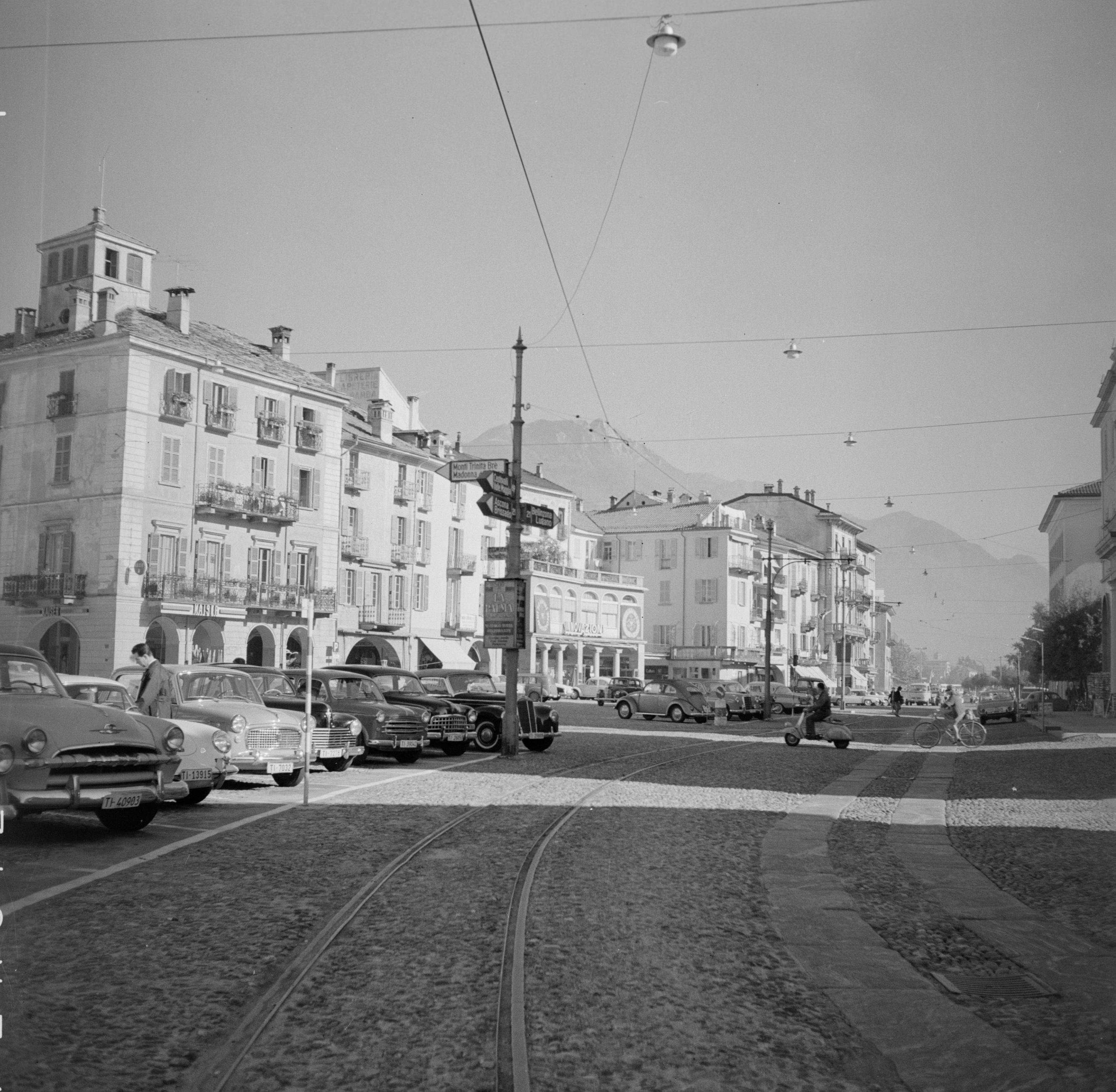
Locarno Piazza Grande z widocznymi torami tramwajowymi, X 1961

Tramwaje w Locarno − zlikwidowany system komunikacji tramwajowej w szwajcarskim mieście Locarno, działający w latach 1908−1960.

## Historia
Tramwaje w Locarno uruchomiono 1 października 1908. Linia tramwajowa połączyła dworzec kolejowy w San Antonio z dworcem kolejowym w Locarno. W 1932 linię nieznacznie wydłużono, dzięki czemu linia osiągnęła swą maksymalną długość wynoszącą 4,2 km. Tramwaje w Locarno zlikwidowano 30 kwietnia 1960 i zastąpiono autobusami. 

## Tabor
Do obsługi linii zakupiono trzy wagony Ce 2/2, którym nadano nr od 1 do 3. Wszystkie trzy wagony wyprodukowano w 1908. W 1946 (lub w 1946 i 1952) zakupiono od spółki Rheintalische Strassenbahn dwa wagony motorowe Ce2/4 o nr 11 i 12, wyprodukowane w 1911 przez MAN/Alioth. Wagonom tym w Locarno nadano nr 4 i 5. Po zakupie tych tramwajów wagony z 1908 na miasto wyjeżdżały sporadycznie. 